# Panjange mirabilis
Panjange mirabilis är en spindelart som beskrevs av Christa L. Deeleman-Reinhold 1986. Panjange mirabilis ingår i släktet Panjange och familjen dallerspindlar.
Artens utbredningsområde är Queensland. Inga underarter finns listade i Catalogue of Life.